# پیر-امیل هویبیر
پیر-امیل کورت هویبرگ (دانمارکی: Pierre-Emile Kordt Højbjerg؛ زادهٔ ۵ اوت ۱۹۹۵) بازیکن فوتبال اهل دانمارک است که برای باشگاه فوتبال المپیک مارسی بازی می‌کند.
از باشگاه‌هایی که در آن بازی کرده‌است می‌توان به بایرن مونیخ، آگسبورگ، شالکه ۰۴، ساوتهمپتون، تاتنهام و المپیک مارسی اشاره کرد.
این بازیکن که با توجه به ملیت مادرش رگه‌ی فرانسوی نیز دارد، در تیم ملی فوتبال دانمارک بازی کرده‌است.